# Дворец на Шандор
Дворецът на Шандор (на унгарски: Sándor-palota) се намира на площад „Св. Георги“ в крепостта Буда, Будапеща.
Построена е от архитекта Михай Полак за граф Шандор през 1806 г. От август 1919 до юни 1941 г. е работно място на министър-председателите на Унгария. По време на Втората световна война дворецът е напълно разрушен. Реставрацията му е завършена едва през 2002 година. От 22 януари 2003 г. дворецът Шандор е официалната резиденция на Президента на републиката. По размер той заема 37-о място сред дворците на съвременна Унгария.
Фасадата на двореца е украсена с барелефи, изобразяващи гръцки богове и сцената на посвещаването на граф Шандор в рицарство. На източната стена на двореца е поставена мемориална плоча в чест на граф Пал Телеки, министър-председател на Унгария в навечерието на Втората световна война, който се самоубива в протест срещу решението да се пропуснат германски войници през територията на Унгария. Интериорът на двореца е известен със своите гоблени, кристални полилеи и картини на Карой Лоц.
Дворецът Шандор е отворен за посетители само веднъж годишно, обикновено през септември, когато в рамките на Дните на унгарското културно наследство в сградата се провежда изложба.

## История
Изграждането на двореца в неокласически стил започва през 1803 г. и е завършено през 1806 година. Носи името на граф Винцент Шандор, философ и представител на австро-унгарската аристокрация. Неговият син, Мориц Шандор, става известен цирков изпълнител, който изнася представления в Будапеща и Виена. Следващият собственик на двореца е австрийският ерцхерцог Албрехт, херцог на Тешен, който е имперски губернатор на Унгария до въстанието през 1848 г. След неуспешния край на въстанието сградата и прилежащите към нея здания са предадени на правителството и преобразувани в държавни служби.
Един от най-известните политици, които някога са притежавали тази сграда, е Дюла Андраши, министър-председател на Кралство Унгария. Той наема двореца през 1867 г. от семейство Палавичини, а по-късно го купува. Андраши извършва ремонт на двореца по проект на архитекта Миклош Ибъл, като обновява първия етаж и го преоборудва в свой работен кабинет. Вторият етаж се преоборудван в личните покои на Андраши.
В този дворец живеят общо 19 премиер-министри на Кралство Унгария, които извършват многоброни ремонти така, че да той да отговаря на техните вкусове. 
От 1919 г. дворецът Шандор е официална резиденция на унгарския министър-председател до началото на Втората световна война. На 3 април 1941 г. премиерът Пал Телеки се застрелва в тази сграда, изразявайки протеста си срещу влизането на Унгария във войната срещу Югославия. Четири години по-късно самолет от антихитлеристката коалиция бомбардира двореца, който изгаря по време на въздушната атака срещу Будапеща. Почти всичко, което оцелява, след това е иззето от съветските войски и съюзниците им като трофеи. Дворецът остава в руини до прехода на Унгария към демокрация. През 1989 г. започва възстановяването на двореца от опитен екип от специалисти: на първо място те възстановяват покрива и разрушените стени. През 2002 г. дворецът отново е открит: поставени са точни копия на битовите предмети, които са били унищожени по време на войната.
Възстановяването е извършено на базата на копия на чертежи, датиращи от 1983 г., и детайлни съвременни карти.
- Герб на Кралство Унгария
- Почетният караул на югозападния вход
- Американският президент Джордж Буш и унгарският президент Ласло Шойом в Червената зала
- Първата дама на САЩ Лора Буш и първата дама на Унгария Ержебет Сольом, в Синята зала